# 谷治環
谷治 環（やじ たまき、1955年11月20日 - ）は、日本の工学者。埼玉大学工学部教授。紫外、赤外放射領域における分光側光技術、及び、光機能材料の開発とその光デバイスへの応用を研究。具体的には、ワイドバンドギャップ半導体を用いた紫外放射センサーの設計・製作、非線形光学材料の開発とその光デバイスへの応用、フーリエ分光法を利用した画像分光側光システムの開発等を行っている。

## 略歴
- 1978年　埼玉大学理工学部卒業
- 1983年　慶應義塾大学大学院工学研究科博士課程修了。工学博士（慶應義塾大学・1983年）。
- 1983年　埼玉大学工学部助手
- 1991年　埼玉大学総合情報処理センター助教授
- 1995年　埼玉大学工学部助教授
- 2000年　埼玉大学工学部教授

## 論文

### 単著
- 「埼玉大学大学院理工学研究科 電子計測研究室」,『照明学会誌』 92(7), 401, 2008
- 「赤外放射の情報処理・生体への応用技術に関する研究調査委員会」,『照明学会誌』,88(9),2004
- 「「理工系離れ」対策」,『照明学会誌』,80,1996
- 「紫外放射光センサ」,『照明学会誌』,78(3),1994
- 「分光応答度可変の測光装置の開発」,『照明学会誌』,78(2),1994

### 共著
- 「高甘味度甘味料測定のためのLB膜味覚センサの開発」,『電気学会論文誌』 E, センサ・マイクロマシン準部門誌 The transactions of the Institute of Electrical Engineers of Japan. A publication of Sensors and Micromachines Society 132(6), 2012
- 「光合成過程中の光化学反応と炭素固定反応に起因する植物生体電位応答の研究」,『電気学会論文誌』 E, センサ・マイクロマシン準部門誌 The transactions of the Institute of Electrical Engineers of Japan. A publication of Sensors and Micromachines Society 132(6), 2012
- 「光合成活性評価のための無炭酸ガス雰囲気における植物生体電位応答の研究」,『電気学会研究会資料』 2011(25), 2011
- 「光合成反応に起因する植物生体電位応答の研究」,『電気学会論文誌』 E, センサ・マイクロマシン準部門誌 The transactions of the Institute of Electrical Engineers of Japan. A publication of Sensors and Micromachines Society 131(9), 2011
- 「植物葉面電位測定による光合成活性評価」,『電子情報通信学会ソサイエティ大会講演論文集』 2011年 エレクトロニクス(2), 2011
- 「LB膜味覚センサを用いた高甘味度甘味料測定」,『電子情報通信学会ソサイエティ大会講演論文集』 2011年 エレクトロニクス(2), 2011
- 「光導電性有機薄膜を用いた二次元化学センサ」,『電子情報通信学会ソサイエティ大会講演論文集』 2011年 エレクトロニクス(2), 2011
- 「植物葉面電位応答と光合成活性」,『電気学会研究会資料』 2011(1), 2011
- 「甘味料測定のためのLB膜味覚センサの開発」,『電気学会研究会資料』 2011(1), 2011
- 「植物の生体電位変動と光合成活性状態との関係」,『電子情報通信学会技術研究報告』 110(409), 2011
- 「光導電性有機薄膜を用いた二次元化学センサの膜材料の検討」,『電子情報通信学会技術研究報告』 110(409), 2011
- 「植物の生体電位測定による光合成効率活性化条件の検討」,『電気学会研究会資料』 2010(15), 2010
- 「光導電性薄膜を用いた二次元電気化学センサの研究」,『電気学会研究会資料』 2010(1), 2010
- 「カーボンナノチューブの赤外放射への応用（情報センシング）」,『映像情報メディア学会技術報告』,31(6),2007
- 「カーボンナノチューブ光放射吸収層の光学的評価」,『照明学会全国大会講演論文集』,38,2005
- 「偏光干渉計を用いた紫外フーリエ分光計測に関する研究」,『照明学会全国大会講演論文集』,34,2001
- 「短波長紫外域分光放射照度標準の設定」,『照明学会全国大会講演論文集』,34,2001
- 「MOCVD法によるⅢ族窒素化合物薄膜の作成」,『照明学会全国大会講演論文集』,34,2001
- 「空洞状熱形放射検出器に関する研究（2）：円錐形状検出器の実効吸収率のシミュレーション」,『照明学会全国大会講演論文集』,33,2000
- 「真空紫外域での分光放射測定（4）」,『照明学会全国大会講演論文集』,33,2000
- "Improvement of Ultraviolet Response on Fourier Spectroscopic System without a Mobile Mirror" , (Proc.12th Int.Conf on FTS,2000)
- 「紫外フーリエ分光測定に関する基礎研究」,『照明学会全国大会講演論文集』,32,1999
- 「真空紫外域での分光放射測定（3）」,『照明学会全国大会講演論文集』,32,1999
- 「真空紫外域での分光放射測定」,『照明学会全国大会講演論文集』,31,1998
- 「空洞状熱形放射検出器に関する研究（1）：円錐形状検出器の実効吸収率の検討」,『証明学会誌』,82(2),1998
- 「空洞状熱形放射検出器に関する研究」,『日本赤外線学会研究会資料』,1997(1),1997
- 「受光面に金黒を付着した熱形放射検出器の分光応答度の解析モデル」,『照明学会誌』,81,1997
- 「空洞状熱形放射検出器に関する研究（1）：円錐形状検出器の実効反射率の検討」,『照明学会全国大会講演論文集』,29,1996
- 「赤外分光放射照度測定の入射系の検討」,『照明学会全国大会講演論文集』,29,1996
- 「光センサ分光応答測定装置の入射系の検討」,『照明学会全国大会講演論文集』,29,1996
- 「反応性イオンビームスパッタ法によるAIN薄膜の作成とその光学的特性」,『照明学会全国大会講演論文集』,29,1996
- "Development of a Photometer Having Variable Spectral Responsivity" , (J.light & Visual Environment,19(2),1995)
- 「遠赤外分光放射照度標準の開発」,『照明学会誌』,79,1995
- 「分光応答度標準にもとづく分光放射測定（2）」,『照明学会全国大会講演論文集』,28,1995
- 「蛍光ガラスによる放射照度計」,『照明学会全国大会講演論文集』,28,1995
- 「赤外放射照度計の開発」,『証明学会誌』,74(2),1990
- 「イリジウム酸化膜の高速成膜とその光減衰器への応用」,『埼玉大学紀要 工学部』,20,1986
- 「白色拡散面の紫外・可視・近赤外域での分光反射特性」,『照明学会誌』,70(10),1986

## 受賞歴
- 1991年　照明学会論文賞

## 専門分野
- 電子材料・デバイス
- 光機能材料